# خروج (فیلم ۱۹۶۰)
خروج (انگلیسی: Exodus) فیلمی در ژانر درام جنگی به کارگردانی اتو پرمینگر است که در سال ۱۹۶۰ منتشر شد.
بسیاری، این فیلم را حماسه‌ای صهیونیستی می‌دانند و آن را در شکل‌گیری صهیونیسم و حمایت از اسرائیل در آمریکا، مؤثر می‌دانند.
سال مینئو بابت بازی در این فیلم، برندهٔ جایزه گلدن گلوب «بهترین بازیگر نقش مکمل مرد» شد.

## خلاصه داستان
پس از جنگ جهانی دوم، کاترین «کیتی» فریمونت ، یک پرستار بیوه آمریکایی، در پی گشت و گذار در خدمات بهداشت عمومی ایالات متحده در یونان در قبرس گشت و گذار می‌کند. راهنمای وی به اردوگاه کارائولوس در قبرس اشاره می‌کند، جایی که هزاران یهودی - بازماندگان هولوکاست - توسط انگلیس بازداشت می‌شوند و آنها از عبور آنها به فلسطین امتناع می‌ورزند. کیتی به دیدار ژنرال ساترلند انگلیس می‌رود که شوهر مرحوم خود را می‌شناخت. وقتی ساترلند پیشنهاد کرد که برای چند روز داوطلبانه در اردوگاه داخلی باشد، کیتی با اشاره به اینکه در اطراف یهودیان احساس ناراحتی می‌کند، کاهش می‌یابد. او اندکی پس از اظهار اظهارات یهودستیزانه توسط افسر دیگری تجدید نظر می‌کند.
یکی از شورشیان هاگانا، آری بن کنعان، افسر سابق نفوذی در تیپ یهودی ارتش انگلیس در جنگ جهانی دوم، یک کشتی باری به دست می‌آورد. وی ۶۱۱ یهودی را برای یک سفر غیرقانونی به سمت فلسطین، از اردوگاه به داخل کشتی قاچاق می‌کند. مقامات نظامی این طرح را کشف کرده و بندر فاماگوستا را محاصره کرده و از حرکت کشتی جلوگیری می‌کنند. پناهجویان دست به اعتصاب غذا می‌زنند، در طی آن پزشک اردوگاه می‌میرد و آری بن کنعان تهدید می‌کند که کشتی و پناهندگان را منفجر می‌کند. انگلیسی‌ها از این کار دریغ کردند و اجازه می‌دهند کشتی، که بار دیگر Exodus نامگذاری شد، حرکت کند.
کیتی هنگام کمک در اردوگاه، با کارن هانسن کلمنت ، یک نوجوان یهودی دانمارکی ملاقات می‌کند. کیتی به کارن علاقه پیدا می‌کند و پیشنهاد می‌کند او را با خود به آمریکا برگرداند. کارن که مادر و خواهر و برادرش در هولوکاست درگذشتند، در جستجوی پدر گمشده خود است. او همچنین خودش را با هدف صهیونیست‌ها همسو کرده و می‌خواهد به فلسطین برود، در نهایت پیشنهاد کیتی را رد می‌کند.
در همین حال، مخالفت با تقسیم فلسطین به دو کشور جداگانه عربی و یهودی در حال شدت گرفتن است. داو لنداو، در (Irgun) ایرگون، یک گروه رادیکال طرفدار صهیونیست استخدام می‌شود. عموی آری بن کنعان، آکیوا، که رئیس (Irgun) ایرگون است، ابتدا با داو مصاحبه می‌کند. قبل از سوگند دادن به او، آکیوا، داو را وادار می‌کند تا اعتراف کند که وی یک فرمانده زیر دست داخلی در آشویتس بوده و توسط نازی‌ها مورد سوئ استفاده قرار گرفته‌است. اینجاست که داو تخصص بمب خود را کسب کرد. فعالیتهای خشن، آکیوا، در تضاد با برادرش باراک، پدر آری است که رئیس آژانس اصلی یهودی است که برای ایجاد یک کشور یهودی از طریق سیاسی و دیپلماتیک کار می‌کند. باراک می‌ترسد که ایرگون این تلاش‌ها را از بین ببرد، خصوصاً که انگلیسی‌ها برای سر آکیوا قیمت گذاشته‌اند.
کارن برای زندگی به کمپ گان دفنا می‌رود، کیبوتس خیالی یهودی در نزدیکی کوه تابور در نزدیکی منطقه ای که آری بزرگ شده‌است. کیتی و آری عاشق یکدیگر شده‌اند، اما کیتی پس از ملاقات با خانواده آری و اطلاع از عشق قبلی وی احساس عقب‌نشینی می‌کند: عشق قبلی او دفنا بوده، زن جوانی که توسط عرب‌ها ربوده، شکنجه شده و کشته شده‌است، نام کیبوتس (گان دفنا) از نام او گرفته شده‌است.
آری کمک می‌کند تا پدر کارن، دکتر کلمنت ، که یک بیمار دائمی در بیمارستان روانی اورشلیم است، پیدا شود. او در وضعیت یک شوک عصبی است که در شرایط قرار گرفتن در زندگی گیاهی قرار دارد و این امر ناشی از وحشتی است که در یک اردوگاه کار اجباری متحمل شده‌است. هنگامی که کارن با او دیدار می‌کند، از این که او قابلیت تشخیص کارن را ندارد، بسیار آزرده می‌شود.
هنگامی که ایرگون در اقدامی تروریستی هتل کینگ دیوید را بمب‌گذاری کرد و منجر به مرگ ده‌ها نفرمی شود، آکیوا دستگیر شد، در قلعه آکر زندانی شد و به اعدام محکوم شد. آری برای نجات جان آکیوا و آزادی مبارزان هاگانا و ایرگون در زندان انگلیسی‌ها، نقشه فرار می‌کشد. داو، که پس از بمب‌گذاری در هتل موفق به فرار شده‌است، برای استفاده از تخصص خودش در ساخت بمب برای جلوگیری از اعدام آکیوا و کمک به فرار او و اعضای هاگانا از زندان آکر، خود را تسلیم می‌کند.
صدها زندانی از جمله آکیوا فرار می‌کنند، اگرچه با فرار از پست بازرسی در جاده به شدت زخمی می‌شود. آری نیز زخمی است، اما خود را به گان دفنا می‌رساند جایی که دکتر لیبرمن گلوله ای را از بدن آری خارج می‌کند. در حالی که انگلیسی‌ها در تعقیب آری قرار دارند، او را به ابو یشاعا، دهکده ای عرب در نزدیکی گان دفنا بردند، جایی که دوست عرب تمام عمر او، طاها مختار زندگی می‌کند. هنگامی که آری در حال بهبودی زخم گلوله آری دچار عفونت می‌شود، کیتی، جان او را نجات می‌دهد. این امر عشق آنها را دوباره زنده می‌کند. در همین حال، انگلیسی‌ها لیبرمن را در شرایطی پیدا می‌کنند که یک انبار اسلحه غیرقانونی را در دهکده کودکان پنهان کرده‌است، سر انجام او دستگیر می‌شود.
اکنون یک اسرائیل مستقل در معرض دید است، اما اتباع عرب به فرماندهی محمد امین الحسینی، مفتی اعظم اورشلیم، قصد حمله به گان دفنا و کشتار یهودیان از جمله کودکان را دارند. طاها به آری دربارهٔ حمله قریب‌الوقوع هشدار می‌دهد، گرچه با اکراه می‌گوید باید در مبارزه با استقرار اسرائیل به مفتی اعظم بپیوندد. آری دستور می‌دهد که کودکان کوچکتر در طول شب به منطقه ای ایمن منتقل شوند و یک گروه کوچک از نیروهای پالماچ برای تقویت دفاع گان دفنا وارد می‌شوند.
کارن که نسبت به چشم‌انداز ملت جدید به وجد می‌آید، به جستجوی داو می‌رود (که شبانه در محیط گان دفنا گشت می‌زند) و عشق خود را به او اعلام می‌کند. داو می‌گوید وقتی جنگ تمام شود آنها با هم ازدواج می‌کنند. وقتی کارن به گان دفنا برمی گردد، در کمین قرار گرفته و توسط اعراب کشته می‌شود. صبح روز بعد داو بدن بی جان او را کشف می‌کند. در همان روز، جسد طاها در روستای خود در حالی که به دست مفتی اعظم کشته شده بود، در حالی که به دار آویخته شده بود پیدا می‌شود. یک ستاره داوود در بدن او حک شده و روی دیوارهای روستا یک اسلاوا و نشانه ای با عنوان «جود» حک شده‌است.
کارن و طاها با هم در یک قبر به خاک سپرده شده‌اند. آری بر سر مزار سخنرانی می‌کند و می‌گوید روزی یهودیان و اعراب با آرامش در این سرزمین سهیم می‌شوند. در حالی که دیگران به نوبه خود یک بیل خاک به قبر می‌افزایند، داو، عصبانی و دلشکسته، بیل را دور می‌زند و حرکت می‌کند. آری، کیتی، داو به یک کامیون غیرنظامی پالماخ ملحق می‌شوند، که به سوی میدان نبرد حرکت می‌کند.

## روند تولید

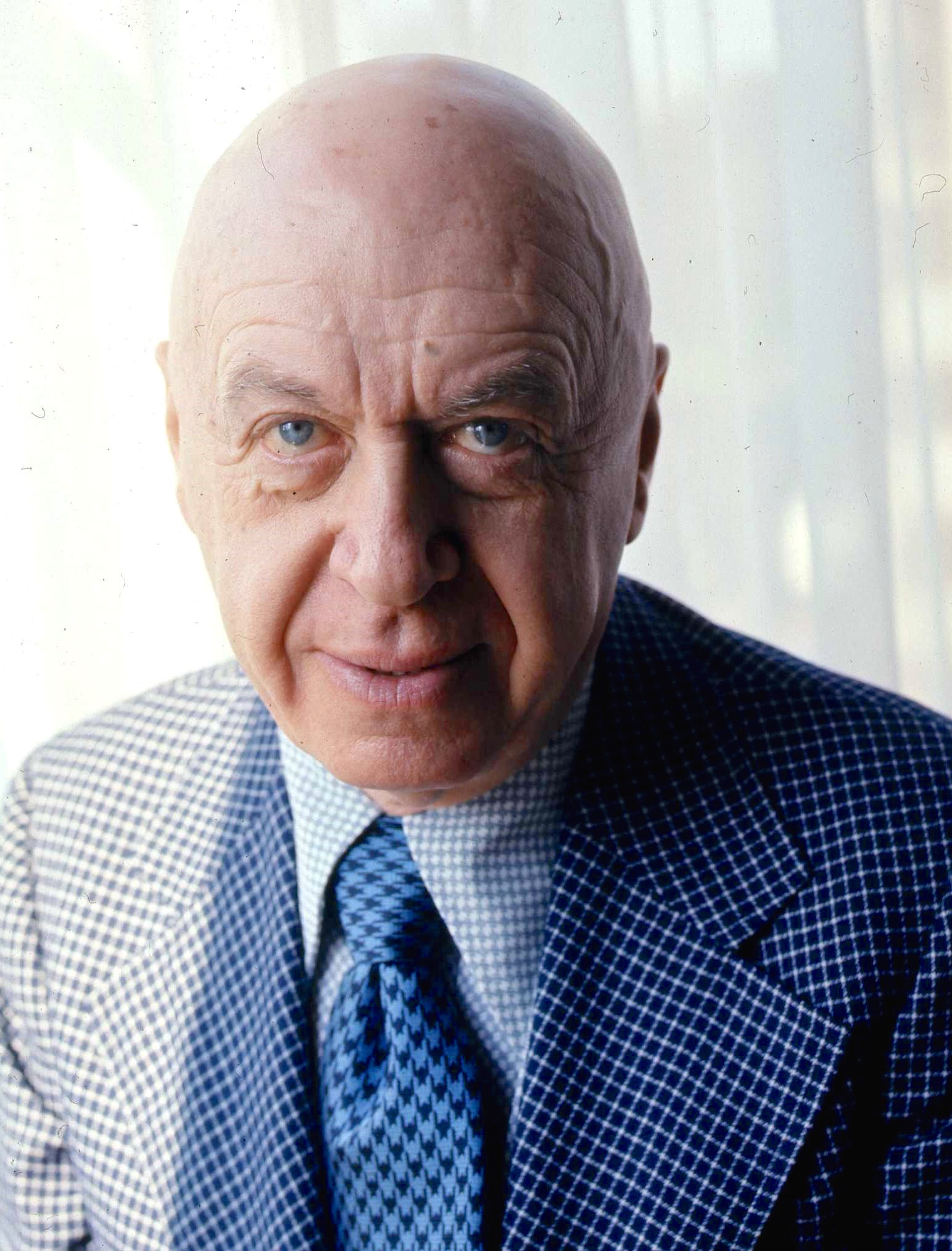
اُتو لودویگ پرمینجر کارگردان و فیلم‌نامه‌نویس آمریکایی زاده اتریش-مجارستان بود که از تئاتر وارد هالیوود شد.

فیلم Exodus در لوکیشن اسرائیل و قبرس فیلمبرداری شد. با این حال، روابط بین کارگردان و بازیگران به ویژه با بازیگر نقش اول مرد، پل نیومن، دچار مشکلاتی بود. پس از اینکه تغییرات پیشنهادی نیومن در فیلمنامه توسط پریمینگر رد شد این بازیگر برای ارائه پیشنهادها یک دست لباس راحتی به او داد، نیومن یک مانکن را در بالکن بلندی پنهان کرد که قرار بود در آن یک صحنه جنگی را بازی کند. در پایان صحنه، نیومن تظاهر به تلو تلو خوردن کرد و مانکن را از بالای بالکن انداخت. این شوخی سبب شد مانکن بر روی، پریمینجر سقوط کند و او نیاز به مراقبت پزشکی پیدا کند.. در طول فیلمبرداری، بین پرمینجر و نیومن روابط سردی حکمفرما شد.
بخش مهمی از فیلمبرداری Exodus در جزیره مدیترانه قبرس انجام شد، زیرا محل استقرار اردوگاه‌های داخلی انگلیس برای پناهجویان یهودی بود که می‌خواستند خود را به فلسطین برسانند، اما این امر با دشواری‌هایی همراه بود، این جزیره در وسط شورش یونان علیه انگلیس قرار داشت بر اساس قانون مقامات انگلیسی سازمان ملی‌گرای یونان EOKA در قبرس یک سازمان تروریستی قلمداد می‌شد. بر این اساس رهبرانگلیسی مخالف فیلمبرداری فیلمی در این جزیره بودند که به نظر می‌رسید احساسات ضد انگلیس را با خط داستانی را اشاعه می‌دهد و نشان می‌دهد اقدامات تروریستی می‌تواند موفقیت‌آمیز باشد. در نتیجه، ارتش انگلیس از کمک به پرمینجر در جنبه لجستیکی فیلمبرداری امتناع ورزید. تنها مساعدت مقامات انگلیس قرار دادن سربازان مسلح همراه با تعداد زیادی اسلحه غیرفعال شده در اختیار کادر سازنده بود. که به عنوان سیاهی لشکر در فیلم مورد استفاده قرار می‌گیرد. انگلیسی‌ها نگران بودند که از این طریق به سلاح‌ها به دست EOKA بیفتد

## واکنش‌ها
بوسلی کراوتر از نیویورک تایمز این فیلم را به عنوان "نمایش خیره کننده، چشم نواز، عصبی و گنگ کننده انواع مختلف واکنشهای فردی و جمعی در برابر چالشهای سنگین توصیف کرده و در برخی از واضح‌ترین جزئیات شخصی آن، بازتاب خوبی از تجربه ای است که قلب را پاره می‌کند. " کراوتر نوشت: "ضعف اصلی فیلم" این است که آنقدر در آن حادثه وجود دارد که هیچ جریان عمیق یا محکمی از علاقه عاطفی ایجاد نمی‌شود
فیلیپ کی شوئر از لس آنجلس تایمز این فیلم را "تصویری کلیدی و عظیم و اسکوپیک و در عین حال به یادماندنی از برجسته‌ترین کتاب پرفروش و طولانی لئون اوریس" توصیف کرد، و فیلمنامه "به طور کلی عالی" توسط ترامبو ساخته شده‌است. ورایتی اظهار داشت: "جای انتقاد از" خروج "وجود دارد - ممکن است مدت طولانی آن بنا به نیاز کوتاه شود؛ شاید پرمینگر سعی کرده بود برای نمایش چشمگیر حوادث بسیاری از کتاب را جمع کند و برخی از صحنه‌های منفرد را می‌توان با تدوین دقیق تر کوتاه کرد. اما خوب پریمینگر می‌تواند افتخار کند که تولد یک ملت در قرن بیستم را به صفحه نمایش آورده‌است.
ریچارد ال کو از واشینگتن پست اظهار داشت که این فیلم "این نشاط فوری را دارد و در رسیدن به کسانی که با پیشینه اسرائیل آشنا نیستند، غیرقابل محاسبه خواهد بود … به راحتی می‌توان گفت که طی چند سال، وقتی این فیلم بخش عمده ای از جهان را بازی خواهد کرد، نفوذ آن بسیار مهم خواهد شد. "[۱۶] در ماهنامه فیلم ماهانه ،" خروج فاقد تخیل تاریخی برای مقابله با موضوع خود در یک سطح، آگاهی انسان برای نمایشی کردن آن در سطح دیگر است. در پایان سه ساعت و نیم، رویکرد آن طاقت فرسا تر از طاقت فرسا است و عزم منصفانه نسبت به همه طرف - تقریباً تنها شخصیتی که فیلمنامه آماده نپسندیدن رهبر نازی تروریست‌های عرب است - تولید برخی موارد عجیب عواقب. "
راجر آنجل از نیویورکر نوشت: "به نظر می‌رسد چنین قابلمه ای جنجالی از دسیسه‌ها، خشونت‌ها و نفرت‌ها تضمین کنندهٔ یک فیلم پر جنب و جوش است، اما آقای پریمینجر با احترامی سخت گیرانه به وظیفه خود رسیده‌است که اگر او مناسب تر بود او تقریباً به همه افراد گروه اصلی خود اجازه می‌دهد عقاید عقیدتی و سیاسی خود را قبل و بعد از هر چرخش جدید بیان کنند، و نتیجه یک جشن عالی است که به ندرت با ظهور قطع می‌شود. تفنگ. "
این فیلم براساس ۱۶ بازبینی امتیاز ۶۳٪ را در Rotten Tomatoes به خود اختصاص داده‌است

## بازیگران
- پل نیومن
- اوا ماری سنت
- رالف ریچاردسون
- پیتر لافورد
- سال مینئو
- لی جی. کاب
- جان درک
- هیو گریفیت
- دیوید اپاتوشو
- گرگوری راتوف
- ماریوس گورینگ

## جوایز و افتخارات
- ۱۹۶۰ - برندهٔ جایزه اسکار بهترین موسیقی فیلم (ارنست گلد)
- ۱۹۶۰ - نامزدِ دریافتِ جایزه اسکار بهترین بازیگر نقش مکمل مرد (سال مینئو)
- ۱۹۶۰ - نامزدِ دریافتِ جایزه اسکار بهترین فیلمبرداری (سام لیویت)
- ۱۹۶۰ - برندهٔ جایزه گلدن گلوب بهترین بازیگر نقش مکمل مرد (سال مینئو)
- ۱۹۶۱ - برندهٔ جایزه گرمی برای بهترین ترانه سال (ارنست گلد)
- ۱۹۶۱ - برندهٔ «جایزه گرمی برای بهترین موسیقی متن فیلم در رسانه‌های تصویری» (ارنست گلد)
- ۱۹۶۱ - نمایش در ۱۴مین دورهٔ جشنواره فیلم کن (اما در بخش مسابقه برای دریافت نخل طلایی شرکت نداشت)[۱۱]

### سایر افتخارات
این فیلم توسط انستیتوی فیلم آمریکا در لیست‌های زیر نیز انتخاب شد:
2005: ۱۰۰ سال موسیقی متن به انتخاب بفا - نامزد شده
2006: ۱۰۰ سال تحسین به انتخاب بفا - نامزد شده

## موسیقی فیلم
موسیقی متن این فیلم، ساخته ارنست گلد، برنده جایزه اسکار بهترین موسیقی متن فیلم درام یا کمدی شد و تم اصلی آن توسط هنرمندان دیگر به طور گسترده ضبط شده است. نسخه ای از Ferrante & Teicher در ژانویه 1961 در رتبه 2 جدول بیلبورد هات ۱۰۰ قرار گرفت.